# Hana Ulrychová
Hana Ulrychová (* 31. březen 1949 Liberec) je česká zpěvačka, sestra hudebníka Petra Ulrycha.

## Životopis
Dětství prožila v Brně, kde byl její otec – operní pěvec – angažován jako sólista opery Janáčkova divadla. Od dětství velmi ráda zpívala, účinkovala v dětských sborech a učila se zpěvu. Vystudovala střední zdravotní školu.

## Hudební kariéra
Po boku svého staršího bratra Petra účinkovala v brněnském Divadle bez tradic (DIBETRA).
Roku 1964 přešla do rockové skupiny Vulkán, v roce 1967 pak do skupiny Atlantis. Se skupinou Atlantis vystupovala v pražském divadle Rokoko. Zde zpívala vedle původního repertoáru také převzaté písně. Dále též vystupovala s olomouckou skupinou Bluesmeni. Právě v Olomouci se seznámila s Karlem Krylem a jak sama v pořadu ČT "Tichá píseň Javorů" přiznala, na krátko je před jeho posrpnovou emigrací, spojil láskyplný vztah. Od roku 1968 vystupuje sólově, příležitosti začaly přicházet zejména po roce 1969, kdy její bratr Petr měl zákaz účinkování v médiích. Od roku 1970 se datuje její spolupráce s Tanečním orchestrem Československého rozhlasu (TOČR) i s brněnským orchestrem Gustava Broma. V roce 1971 získala s písní Spoutej mě (autorů Bohuslava Ondráčka a Zdeňka Borovce) své první velké ocenění – zlatou Bratislavskou Lyru. V roce 1974 vychází sourozencům Ulrychovým legendární album Nikola šuhaj loupežník (mnohem dříve než pozdější divadelní a filmové adaptace téhož námětu, jež nesly odlišný název Balada pro banditu). Tato úspěšná deska posunula sourozeneckou dvojici směrem k moravskému folklóru a stylizaci moravských lidových písní, které jsou dodnes hlavním repertoárem jejich doprovodné hudební skupiny Javory. V roce 1975 natočila své první profilové album Pojďte dál, chci být chvíli s Vámi. Společně se svým bratrem Petrem také vystupovala v brněnských muzikálech Máj, Koločava a Radúz a Mahulena. Méně je známo, že Karel Kryl napsal píseň Nevidomá Dívka právě pro Hanu Ulrychovou, až později píseň interpretoval autor sám a v poslední době je známá verze v podání Anety Langerové.

## Diskografie, výběr

### Gramofonové desky
- 1971 - 13 HP (společně s Petrem Ulrychem)
- 1972 - Hej dámy, děti a páni (společně s Petrem Ulrychem)
- 1974 - Hana & Petr (licenční deska, společně s Petrem Ulrychem)
- 1974 - Nikola šuhaj loupežník (společně s Petrem Ulrychem)
- 1975 - Meč a přeslice (společně s Petrem Ulrychem)
- 1976 - Pojďte dál, chci být chvíli s Vámi (sólová deska)
- 1978 - Ententýny (společně s Petrem Ulrychem a skupinou Javory)
- 1982 - Zpívání (společně s Petrem Ulrychem a skupinou Javory)
- 1983 - Zpívání při vínečku (společně s Petrem Ulrychem a skupinou Javory)
- 1985 - Bylinky (společně s Petrem Ulrychem a skupinou Javory)
- 1987 - Příběh (společně s Petrem Ulrychem a skupinou Javory)
- 1988 - Tichý hlas (sólová deska)
- 1990 - Odyssea (nevydaná nahrávka z roku 1969 se skupinou Atlantis)

### CD
- (1991) Cestou k tichému hlasu (Supraphon, CD)
- (1993) Bílá místa (Venkow Records, CD)
- (1994) To nejlepší s Javory (Venkow Records, CD) (Javory)
- (1997) Odyssea (Bonton Music, CD) (nevydaná nahrávka z roku 1969 se skupinou Atlantis)
- (1997) O naději (Venkow Records, CD)
- (1998) Pokoj lidem dobré vůle (Venkow Records, CD) (live záznam vánočního koncertu)
- (1998) Best Of – ze starých LP (Venkow/Polygram, CD)
- (1999) Seď a tiše poslouchej (Bonton Music, CD)
- (1999) Malé zrnko písku (Venkow Records, CD)
- (2002) Koločava (Venkow Records, CD)
- (2003) Šumaři (Universal Music, CD)
- (2004) Příběh/Ententýny (Brothers Record, CD) (reedice starších alb z r. 79 a 87 – 2CD)
- (2005) Písně (Supraphon, CD) (to nejlepší z let 1964–1997)
- (2006) Stromy, voda, tráva (Universal Music, CD)
- (2006) (Nejen) tichý hlas (Supraphon SU 5770-2 312 EAN 099925577025, 2CD) – To nejlepší z let 1968–2006
- (2007) Zpívaní/Zpívaní pri vínečku (Supraphon, CD)
- (2007) Čtyřicet nej (Universal Music, CD) (2CD)
- (2014) Půlstoletí (1964–2014) (3CD)